# تاريخ ردة الأراضي المنخفضة المتحدة عن الحكومة الإسبانية

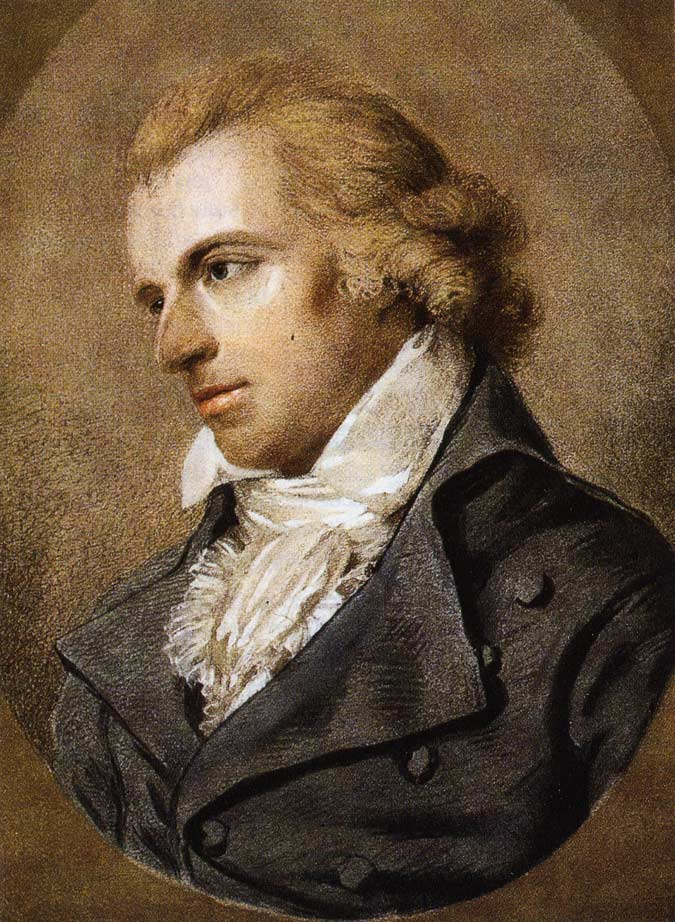
فريدرش شيلر

تاريخ ردة الأراضي المنخفضة المتحدة عن الحكومة الإسبانية (بالألمانية: Geschichte des Abfalls der vereinigten Niederlande von der spanischen Regierung) بحث تاريخي تحليلي من تأليف الكاتب الألماني فريدرش شيلر (1759-1805)، نُشر للمرة الأولى في العام 1788، كانت مسرحية شيلر «دون كارلوس» (Don Karlos) بمثابة أرضية بحثه هذا.

## وصلات خارجية
- تاريخ ردة الأراضي المنخفضة المتحدة عن الحكومة الإسبانية، على كتب جوجل.
- تاريخ ردة الأراضي المنخفضة المتحدة عن الحكومة الإسبانية، على أرشيف الإنترنت.
- تاريخ ردة الأراضي المنخفضة المتحدة عن الحكومة الإسبانية، على موقع أمازون.
- تاريخ ردة الأراضي المنخفضة المتحدة عن الحكومة الإسبانية، على الفهرس العالمي.
- تاريخ ردة الأراضي المنخفضة المتحدة عن الحكومة الإسبانية، على مشروع جوتنبرج الألماني.
- تاريخ ردة الأراضي المنخفضة المتحدة عن الحكومة الإسبانية، على مكتبة جامعة هارفارد.